# Saigonita
Saigonita là một chi bướm đêm thuộc họ Noctuidae.

## Loài
- Saigonita paradoxa Kiriakoff, 1971